# フランクリン (アニメ)
フランクリン（Franklin）は、1997年から2004年にかけてカナダとフランス（シーズン3は無し）で放送されたテレビアニメ。日本では2000年12月4日から2001年2月13日にかけてBS朝日のみんなゲンキ!?で放送された。2004年頃にディズニーチャンネルで放送されたことがある。

## キャラクター
フランクリン
声 - 近藤玲子、英 - ノア・リード
元気たっぷりのカメ。いろんなことを学ぶことが大好きで、たまに失敗もすることもあるが、そういうときはパパとママに相談したり、友達に助けてもらうことがある。
フランクリンのパパ
声 - 坂口進也、英 - リチャード・ニューマン
フランクリンのママ
声 - 相沢恵子、英 - エリザベス・サンダース
クマ
声 - 滝知史、英 - コディ・ジョーンズ
フクロウ
声 - ?、英 - ジェームス・ランキン
ウッドランドにあるオークウッド・スクールの先生。
ガチョウ
声 - 鈴木佳由、英 - オリバー・ガラット
- その他 - 水町レイコ[6]、水野光太[7]

## エピソード
| 話数 | サブタイトル                            | 原題                          | 放送日         |
| ---- | --------------------------------------- | ----------------------------- | -------------- |
| 1    | フランクリン サッカーの試合をする       | Franklin Plays the Game       | 2000年12月4日  |
| 2    | フランクリン ペットをほしがる           | Franklin Wants a Pet          | 2000年12月5日  |
| 3    | はやくおいで フランクリン               | Hurry Up, Franklin            | 2000年12月6日  |
| 4    | フランクリンの 最悪の一日               | Franklin's Bad Day            | 2000年12月7日  |
| 5    | フランクリン 学校へいく                 | Franklin Goes to School       | 2000年12月8日  |
| 6    | フランクリン まいごになる               | Franklin Is Lost              | 2000年12月11日 |
| 7    | フランクリン おとまりをする             | Franklin Has a Sleepover      | 2000年12月12日 |
| 8    | フランクリンの ハロウィーン             | Franklin's Halloween          | 2000年12月13日 |
| 9    | フランクリン じてんしゃにのる           | Franklin Rides a Bike         | 2000年12月14日 |
| 10   | フランクリンは ちらかしや               | Franklin Is Messy             | 2000年12月15日 |
| 11   | フランクリン うそをつく                 | Franklin Fibs                 | 2000年12月18日 |
| 12   | フランクリンの もうふ                   | Franklin's Blanket            | 2000年12月19日 |
| 13   | フランクリンは いばりすぎ               | Franklin Is Bossy             | 2000年12月20日 |
| 14   | フランクリンの ひみつきち               | Franklin's Fort               | 2000年12月21日 |
| 15   | フランクリンの おとしものはひろいどく   | Finders Keepers for Franklin  | 2000年12月22日 |
| 16   | フランクリンの あたらしいおともだち     | Franklin's New Friend         | 2000年12月25日 |
| 17   | フランクリンの がくげいかい             | Franklin's School Play        | 2000年12月26日 |
| 18   | フランクリンと ひみつクラブ             | Franklin and the Secret Club  | 2000年12月27日 |
| 19   | フランクリンと 歯のようせい             | Franklin and the Tooth Fairy  | 2000年12月28日 |
| 20   | フランクリンと あかいローラーボード     | Franklin and the Red Scooter  | 2000年12月29日 |
| 21   | フランクリンは くらやみがきらい         | Franklin in the Dark          | 2001年1月1日   |
| 22   | フランクリン せきにんをしる             | Franklin Takes the Blame      | 2001年1月2日   |
| 23   | フランクリンと クリスマスのおくりもの   | Franklin's Christmas Gift     | 2001年1月3日   |
| 24   | フランクリンの おばあちゃん             | Franklin's Granny             | 2001年1月4日   |
| 25   | フランクリンと あかちゃん               | Franklin and the Baby         | 2001年1月5日   |
| 26   | フランクリン キャンプへいく             | Franklin Goes to Day Camp     | 2001年1月8日   |
| 27   | フランクリンの おきゃくさん             | Franklin's Visitor            | 2001年1月9日   |
| 28   | フランクリンは ギブスがだいすき？       | Franklin's Not-So-Broken Bone | 2001年1月10日  |
| 29   | フランクリンの プレゼント               | Franklin's Gift               | 2001年1月11日  |
| 30   | フランクリンの はやくおおきくなりたいな | Franklin Growing Up Fast      | 2001年1月12日  |
| 31   | フランクリンは スパイ                   | Franklin the Spy              | 2001年1月15日  |
| 32   | フランクリンと としょかんのほん         | Franklin's Library Book       | 2001年1月16日  |
| 33   | フランクリンの たこ                     | Franklin's Kite               | 2001年1月17日  |
| 34   | フランクリンと ベビーシッター           | Franklin and the Babysitter   | 2001年1月18日  |
| 35   | フランクリンと こわれたちきゅうぎ       | Franklin and the Broken Globe | 2001年1月19日  |
| 36   | フランクリンの バレンタイン             | Franklin's Valentines         | 2001年1月22日  |
| 37   | フランクリン家の たからもの             | Franklin's Family Treasure    | 2001年1月23日  |
| 38   | フランクリンの ピアノレッスン           | Franklin's Music Lessons      | 2001年1月24日  |
| 39   | フランクリン りょこうへいく             | Franklin Takes a Trip         | 2001年1月25日  |
| 40   | フランクリンの ヘルメット               | Franklin's Bicycle Helmet     | 2001年1月26日  |
| 41   | フランクリンの たんじょうびパーティー   | Franklin's Birthday Party     | 2001年1月29日  |
| 42   | フランクリンの ニックネーム             | Franklin's Nickname           | 2001年1月30日  |
| 43   | フランクリンと カワウソのさいかい       | Franklin and Otter's Visit    | 2001年1月31日  |
| 44   | フランクリンの コレクション             | Franklin's Collection         | 2001年2月1日   |
| 45   | フランクリン ごめんなさいをいう         | Franklin Says Sorry           | 2001年2月2日   |
| 46   | フランクリンと かじ                     | Franklin and the Fire         | 2001年2月5日   |
| 47   | フランクリンの かだん                   | Franklin's Garden             | 2001年2月6日   |
| 48   | フランクリン いえでをする               | Franklin Runs Away            | 2001年2月7日   |
| 49   | フランクリンの ゆううつな一日           | Franklin's Gloomy Day         | 2001年2月8日   |
| 50   | フランクリン いまなんじ？               | Franklin Tells Time           | 2001年2月9日   |
| 51   | フランクリンの テスト                   | Franklin's Test               | 2001年2月12日  |
| 52   | フランクリンと 子ガモ                   | Franklin and the Duckling     | 2001年2月13日  |

## その他
- 第21話「フランクリンはくらやみがきらい」には、日本の怪獣であるガメラの敵怪獣たち（バルゴン、ギャオス、バイラス、ジャイガー）がフランクリンの恐怖を掻き立てる妄想として登場している[8]。